# А3 – Рокенрол узвраћа ударац
Рокенрол узвраћа ударац, познат и као Ми нисмо анђели 3 је трећи наставак филма Ми нисмо анђели. Међутим, овај наставак одступа од претходна два, јер се заснива на причи Срђана Драгојевића „Дан кад је црк‘о Маршал“, и глуми значајно измењена глумачка постава у односу на претходна два филма.
Режисер овог наставка је Петар Пашић. Као и претходна два и овај наставак је тинејџерска комедија. Једна од протагониста филма је и фолк певачица Сека Алексић која има мању улогу.
У филму се појављује и поп-звезда из Хрватске Петар Грашо, док је специјални гост у филму кошаркаш Владе Дивац. 

## Радња
Борко Павић Доријан је средином седамдесетих година продао душу Ђаволу како би у Социјалистичкој Федеративној Републици Југославији постао рок звезда и стекао богатство и славу. Али у данашњој Србији успех и слава више не живе у рокенролу.
То зна најбоље Марко, некадашњи Доријанов обожавалац, који га се одрекао када је његов идол прешао у турбо фолк. Како су Анђео и Ђаво увек у акцији тако Маркова велика жеља да добије "Телекастер" гитару доводи до тога да и он прода душу Ђаволу.

## Улоге
| Глумац            | Улога               |
| ----------------- | ------------------- |
| Никола Пејаковић  | Борко Павић Доријан |
| Златко Ракоњац    | Марко               |
| Урош Ђурић        | Анђео               |
| Срђан Тодоровић   | Ђаво                |
| Нада Мацанковић   | Сара                |
| Зоран Цвијановић  | Момчило             |
| Весна Тривалић    | Вики                |
| Сека Алексић      | Смоквица            |
| Милорад Мандић    | Мајор Рахим         |
| Борис Миливојевић | Бели                |
| Горан Јевтић      | Кокс                |
| Мира Ђурђевић     | Клопа               |
| Никола Вујовић    | Вуглавина           |
| Немања Јаничић    | Звонце              |
| Владимир Тица     | Куре                |